# Adobe Jenson
Adobe Jenson is een lettertype ontworpen door Robert Slimbach voor Adobe Systems.
De romein letterset ervan is gebaseerd op Venetiaanse antiqua boekletters, gemaakt in 1470 door Nicholas Jenson (vandaar de naam), en de cursieve letterset is gebaseerd op die van Ludovico Vicentino degli Arrighi. Het resultaat is een "natuurlijk" en harmonieus lettertype. Het heeft een kleine x-hoogte, en afwijkingen die juist helpen de letters te onderscheiden; daarom is de leesbaarheid van dit lettertype erg goed en zeer geschikt voor het zetten van grote stukken tekst.
Adobe Jenson werd aanvankelijk uitgegeven in 1996 als een "multiple master" PostScript lettertype, en wordt nu verkocht als OpenType lettertype onder de naam "Adobe Jensen Pro".

## Adobe Jenson Pro
Adobe Jenson Pro is een OpenType update van de originele lettertypefamilie. Het is beschikbaar in 4 zwaartes in romein en cursief, en 4 optische groottes. Het bevat stilistische alternatieve tekens, ligaturen, proportionele cijfers, uithangende cijfers, kleinkapitalen, boven- en onderschrift, breuken en cursieve sierkapitalen.